# Теслев, Фредрик
Фредрик Теслев (фин. Fredrik Thesleff; 17 сентября 1859, Выборгская волость, Выборгская губерния — 12 декабря 1913, Гельсингфорс) — финский архитектор шведско-немецкого происхождения, представитель неоренессанса.

## Биография
Родился в семье полковника Фредрика Вильгельма Теслева, внук генерала П. П. Теслева, старший брат ботаника А. Теслева. Его домашним преподавателем был Ф. А. Оденваль, впоследствии занявший пост выборгского городского архитектора.
В 1879 году получил среднее образование в Гельсингфорсском реальном лицее. В 1884 году окончил архитектурное отделение Гельсингфорсского политехнического училища. Совершенствовал архитектурное мастерство в поездках по Италии, Франции и России. С 1884 по 1887 год служил архитектором в Главном управлении публичных зданий в Финляндии, а с 1889 по 1908 работал преподавателем Николайштадтского промышленного училища. Совмещал эту деятельность с частной архитектурной практикой, учредив архитектурное бюро совместно с губернским архитектором Вальдемаром Бакмансоном. Кроме того, некоторое время занимал должность городского архитектора Николайштадта.
Спроектировал ряд зданий, главным образом в городах Выборге и Николайштадте, оформленных с использованием элементов разных архитектурных стилей Европы с преобладающим влиянием романтических традиций неоренессансной архитектуры (таких, как Аптечный дом и доходный дом Хакмана в Выборге). Для позднейших построек характерно влияние идей модерна.
Похоронен на кладбище Хиетаниеми в Хельсинки.

## Изображения

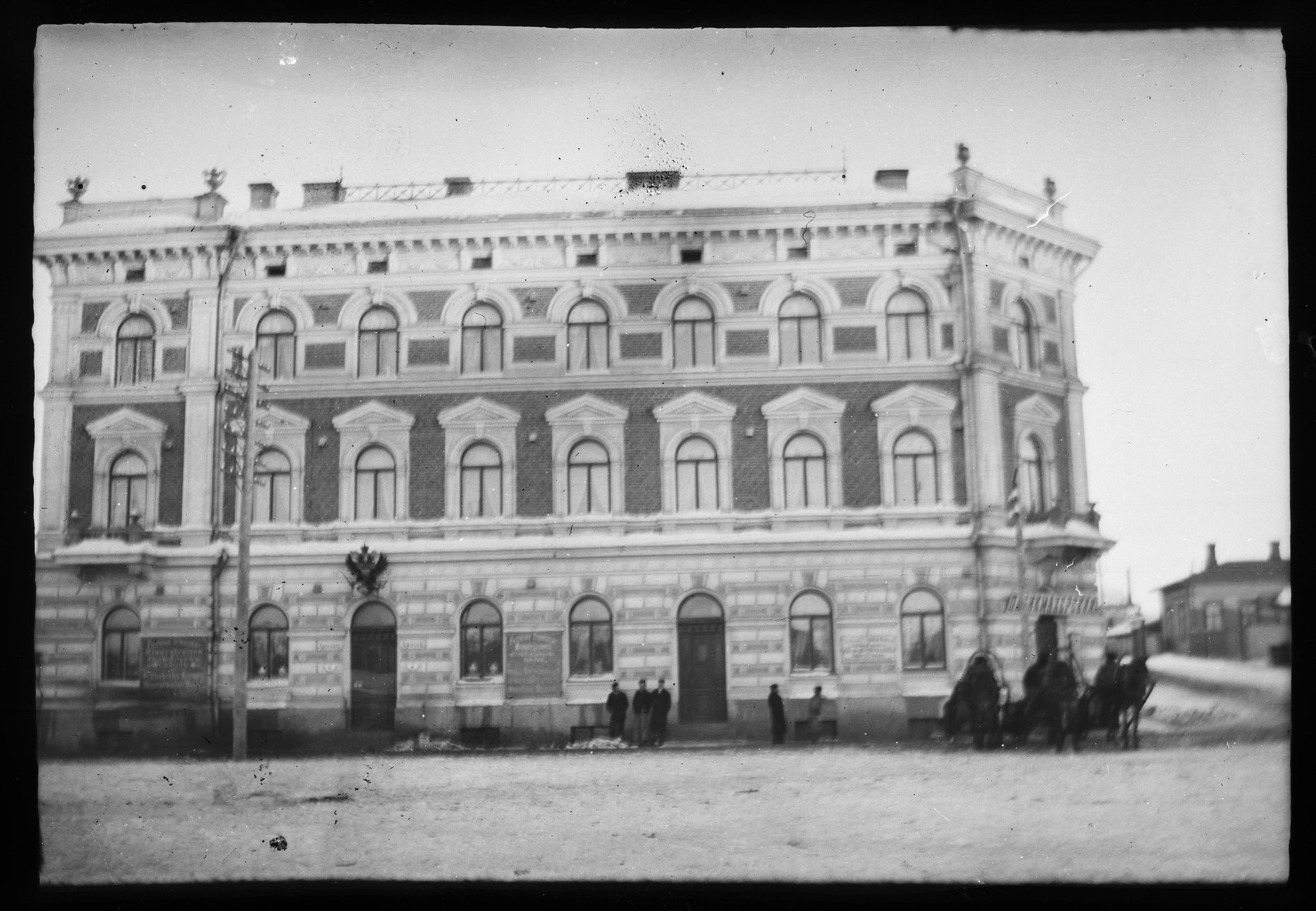
Аптечный дом в Выборге (Выборг, 1887. Перестроен в 1957 году)
Шведская мужская гимназия (Хельсинки, 1888. Снесена в 1962 году)
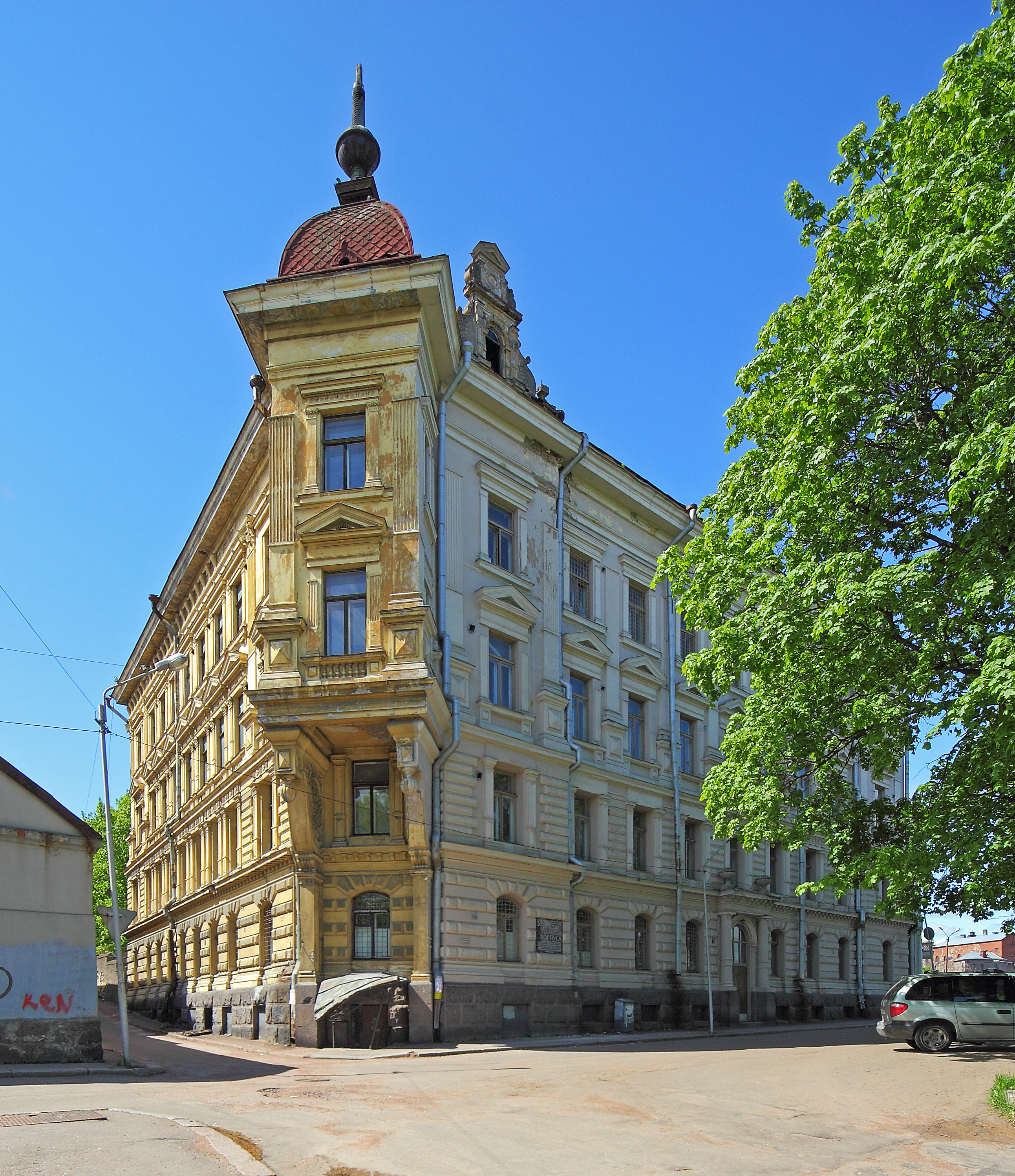
Доходный дом Хакмана (Выборг, 1897)
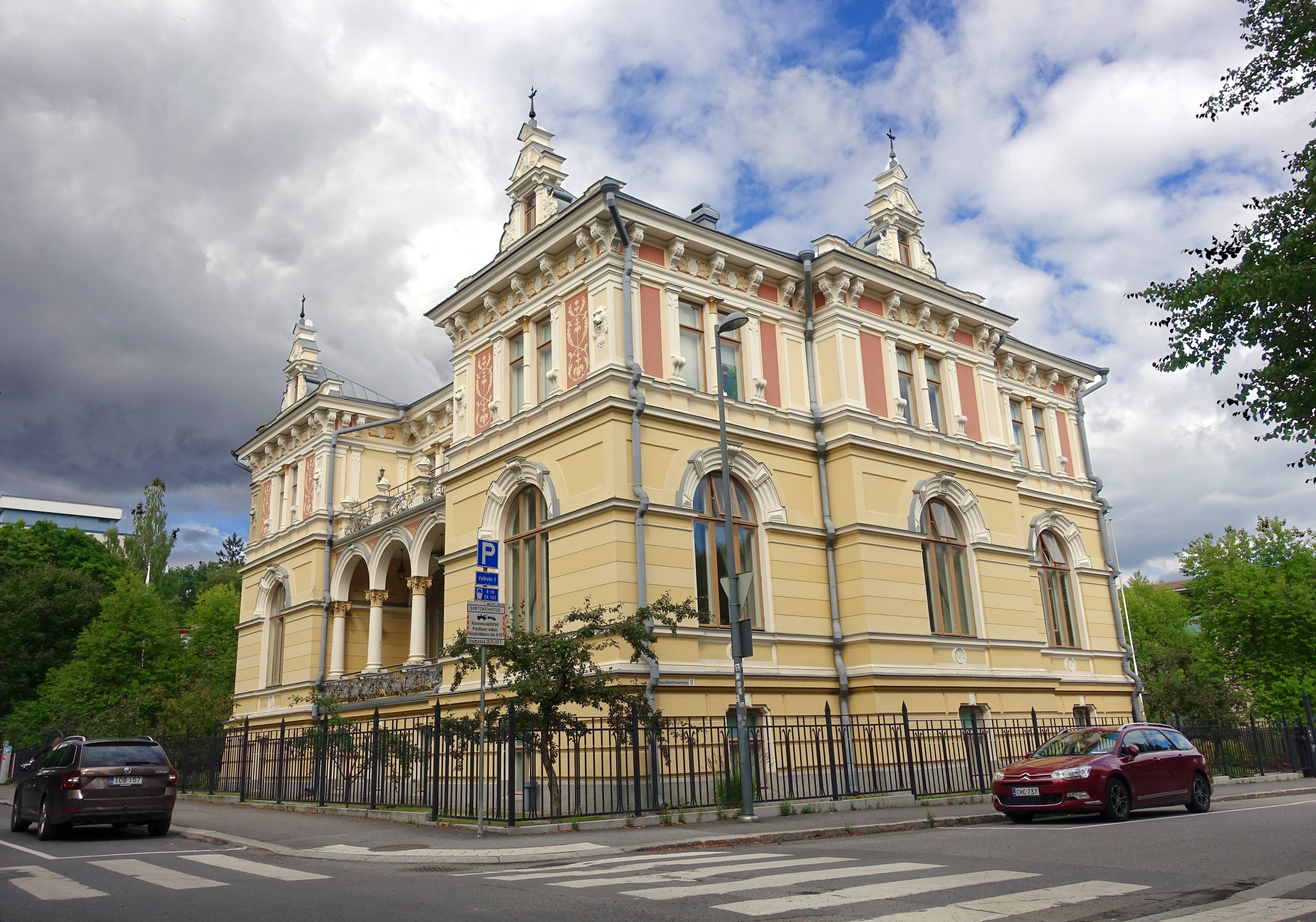
Жилой дом (Тампере, 1898)
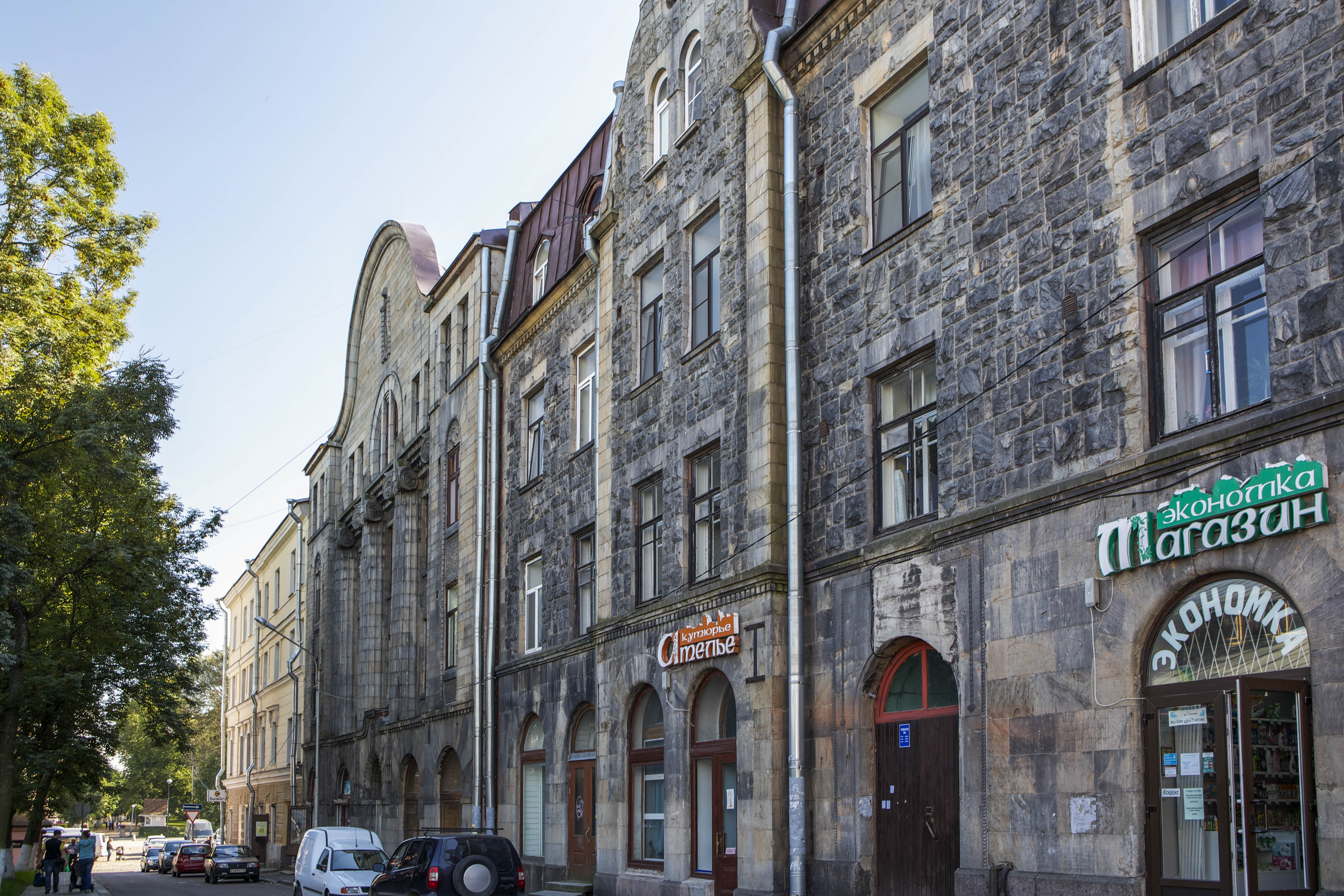
Комплекс доходных домов Теслевых (Выборг, 1909-1910. С соавторами)